# Ctenosaura melanosterna
Ctenosaura melanosterna là một loài thằn lằn trong họ Iguanidae. Loài này được Buckley miêu tả khoa học đầu tiên năm 1997.

## Hình ảnh

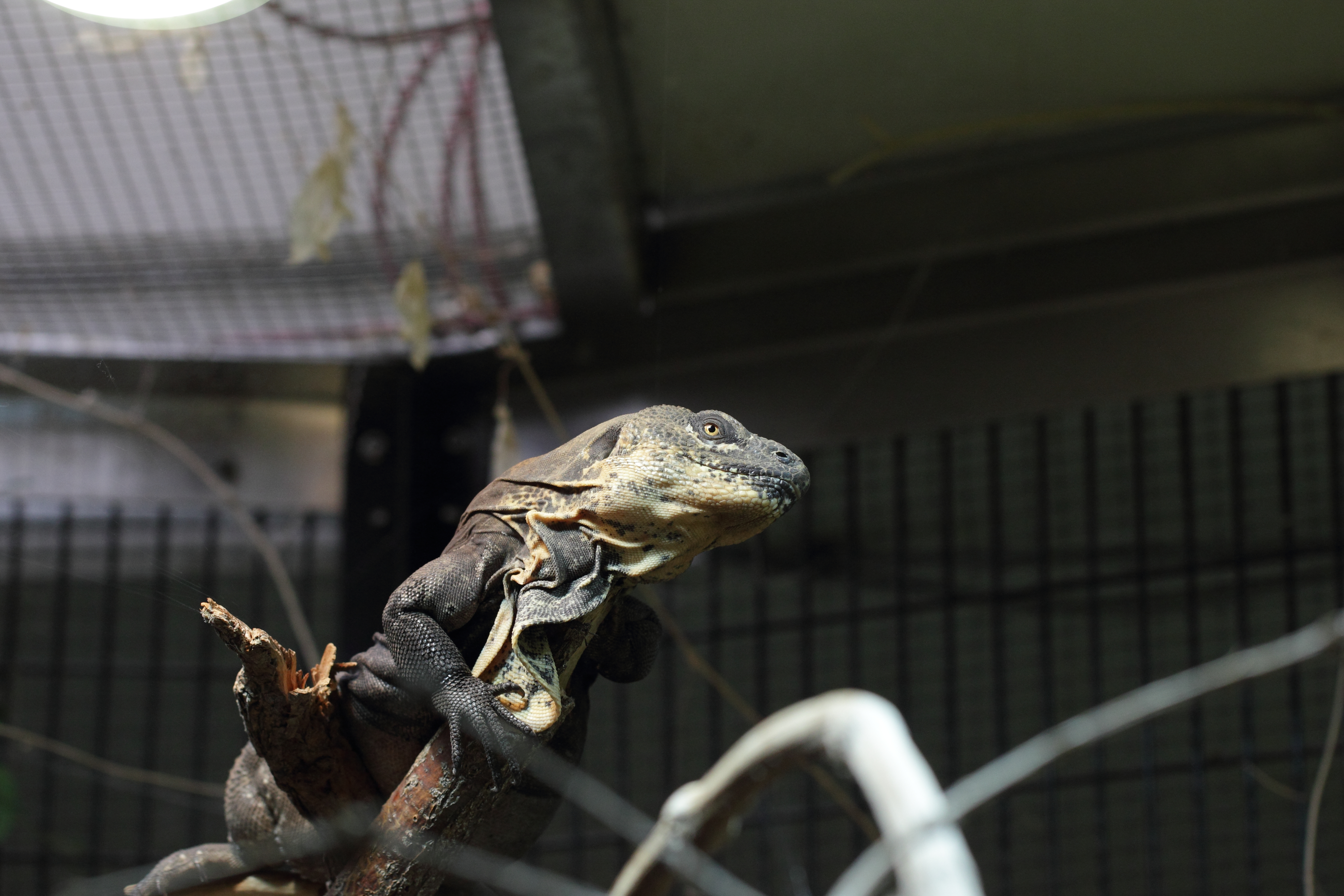
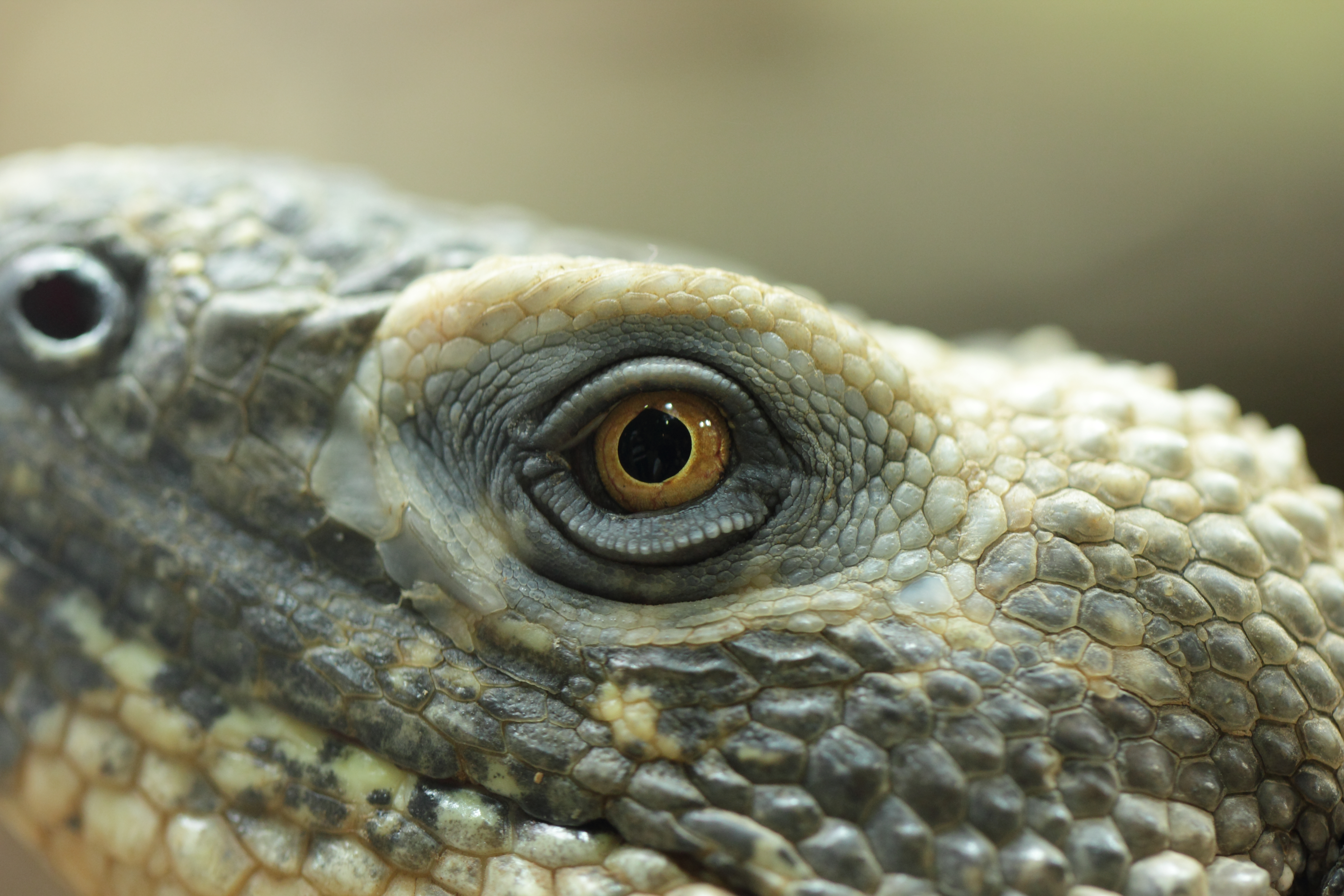
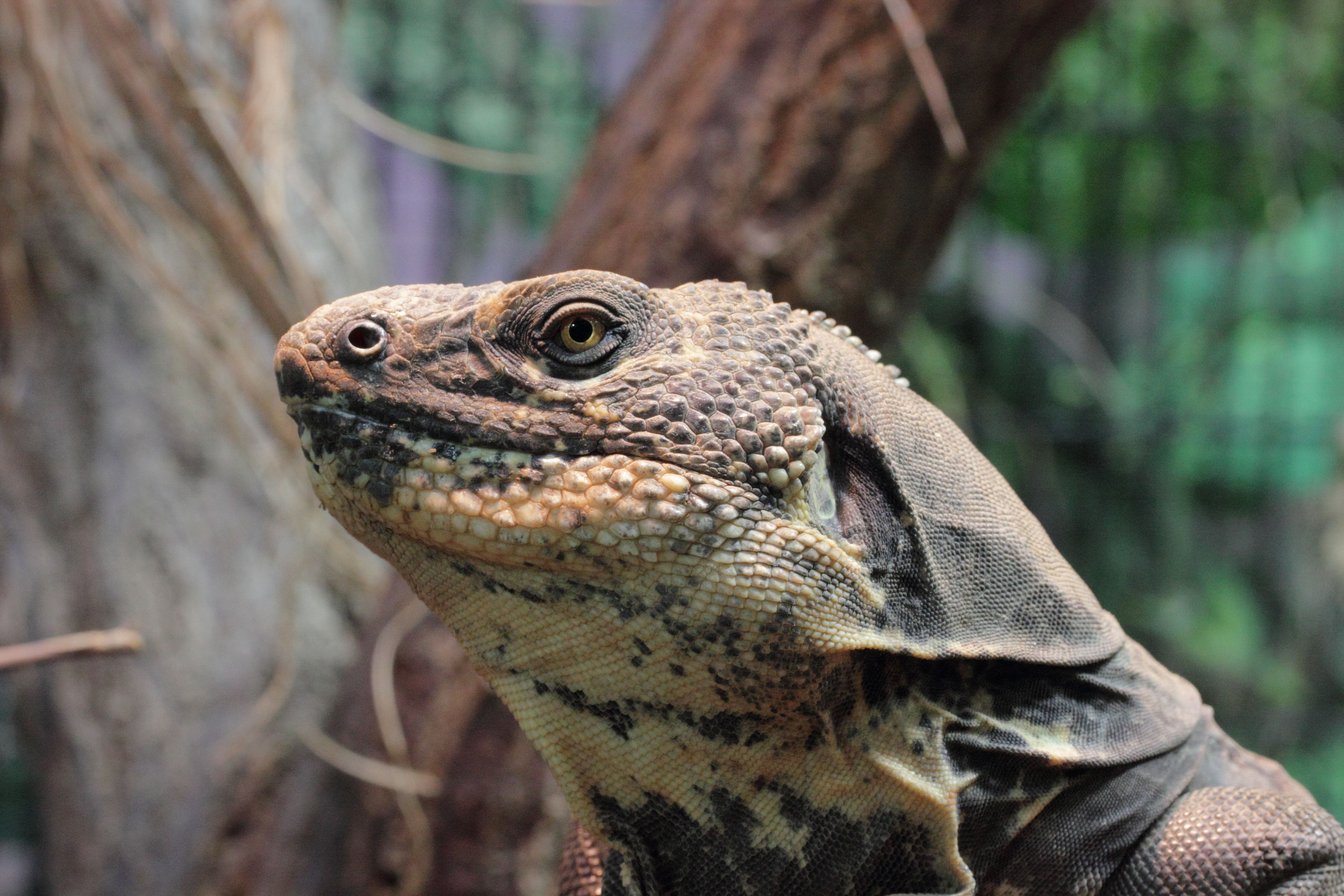